# Ludwig Maximilians-Universiteit
De Ludwig Maximilians-Universiteit (Duits: Ludwig-Maximilians-Universität München, afkorting: LMU) is een universiteit in de Duitse stad München. De universiteit is zowel genoemd naar haar stichter, Lodewijk IX van Beieren, als naar keurvorst Maximiliaan IV Jozef, onder wie de instelling in 1802 haar huidige naam kreeg.

## Geschiedenis
De universiteit werd in het jaar 1472 in Ingolstadt gesticht door hertog Lodewijk IX en was toen de eerste universiteit in Beieren. De Hohe Schule van Ingolstadt ontwikkelde zich al spoedig tot een bolwerk van de contrareformatie. Johannes Eck en Petrus Canisius speelden er in de 16de eeuw een grote rol. Tot 1773 bleef de universiteit onder het bestuur staan van de jezuïeten.
Keurvorst Maximiliaan IV Jozef (de latere koning Maximiliaan I) verplaatste in 1800 de locatie van de universiteit naar Landshut, omdat Ingolstadt door Franse troepen werd bedreigd. In 1826 werd de universiteit door koning Lodewijk I opnieuw verplaatst, ditmaal naar München. In 1840 betrok de universiteit daar het door Friedrich von Gärtner ontworpen gebouw, dat tot op heden als hoofdgebouw in gebruik is.
Onder Lodewijk I en zijn opvolger Maximiliaan II werd de universiteit een van de belangrijkste instellingen in Duitsland. Naar aantal studenten was zij de op een na grootste universiteit van het land, na de Humboldtuniversiteit in Berlijn. Tegenwoordig staat de universiteit van München nog altijd op de tweede plaats, nu achter de Universiteit van Keulen. Naast deze algemene universiteit is in München ook de Technische Universiteit München gevestigd.

## Faculteiten
De Ludwig Maximilians-Universiteit is opgedeeld in 18 faculteiten:
- Faculteit voor katholieke theologie
- Faculteit voor evangelische theologie
- Faculteit voor rechtswetenschappen
- Faculteit voor bedrijfswetenschappen
- Faculteit voor economie
- Faculteit voor geneeskunde (incl. tandheelkunde)
- Faculteit voor diergeneeskunde
- Faculteit voor geschiedenis en kunstwetenschappen
- Faculteit voor (wetenschaps)filosofie en godsdienstwetenschap
- Faculteit voor psychologie en pedagogiek
- Faculteit voor cultuurwetenschappen
- Faculteit voor taal- en literatuurwetenschappen
- Faculteit voor sociale wetenschappen
- Faculteit voor wiskunde, informatica en statistiek
- Faculteit voor natuurkunde
- Faculteit voor scheikunde en farmacie
- Faculteit voor biologie
- Faculteit voor aardwetenschappen

Amsterdam (UvA) ·
Barcelona ·
Cambridge ·
Edinburgh ·
Freiburg ·
Genève ·
Heidelberg ·
Helsinki ·
Leiden ·
Leuven ·
Londen (UCL) ·
Lund ·
Milaan ·
München (LMU) ·
Oxford ·
Parijs (Sorbonne) ·
Parijs-Saclay ·
Stockholm (Karolinska-instituut) ·
Straatsburg (Louis Pasteur) ·
Utrecht ·
Zürich
Aken · Augsburg · Bamberg: Otto-Friedrich · Bayreuth · Berlijn (Vrije Universiteit · Humboldt · Technische Universiteit · Kunsten) · Bielefeld · Bochum · Bonn · Braunschweig · Bremen (Universiteit Bremen · Jacobs University) · Chemnitz · Clausthal · Cottbus-Brandenburg · Darmstadt · Dortmund · Dresden · Duisburg-Essen · Düsseldorf: Heinrich Heine · Eichstätt-Ingolstadt · Erfurt · Erlangen-Neurenberg: Friedrich-Alexander · Frankfurt am Main · Frankfurt an der Oder: Europa · Freiberg · Freiburg · Gießen · Göttingen: Georg August · Greifswald: Ernst Moritz Arndt · Hagen · Halle-Wittenberg: Martin Luther · Heidelberg: Ruprecht Karls · Hamburg (Hamburg · HafenCity · Hamburg-Harburg · Helmut Schmidt) · Hannover (Hannover · Medische Hogeschool) · Hildesheim · Hohenheim · Ilmenau · Jena: Friedrich Schiller · Kaiserslautern · Karlsruhe · Kassel · Keulen · Duitse Sporthogeschool Keulen · Kiel: Christian Albrechts · Koblenz-Landau · Konstanz · Leipzig · Lübeck · Lüneburg: Leuphana · Magdeburg: Otto von Guericke · Mainz: Johannes Gutenberg · Mannheim · Marburg: Philipps · München (Ludwig Maximilians · Technische Universiteit · Oekraïense Vrije Universiteit · Universiteit van het Bondsleger) · Münster · Oldenburg: Carl von Ossietzky · Osnabrück · Paderborn · Passau · Potsdam · Regensburg · Reutlingen · Rostock · Saarbrücken · Siegen · Stuttgart · Trier · Tübingen: Eberhard-Karls · Ulm · Vechta · Weimar: Bauhaus · Witten: Herdecke · Wuppertal · Würzburg: Julius Maximilians